# Cyrtophora exanthematica

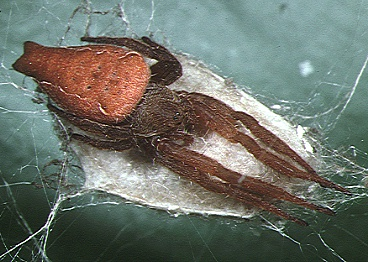
Vrouwtje met eierzak

Cyrtophora exanthematica là một loài nhện trong họ Araneidae.
Loài này thuộc chi Cyrtophora. Cyrtophora exanthematica được Carl Ludwig Doleschall miêu tả năm 1859.

## Hình ảnh

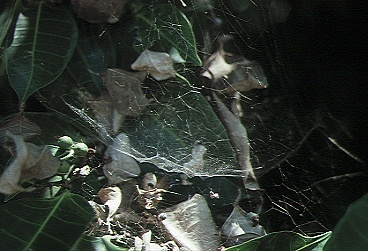
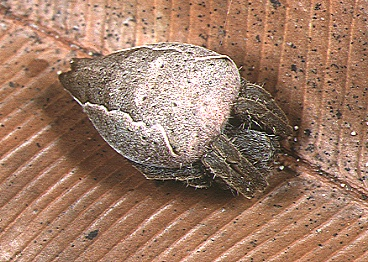
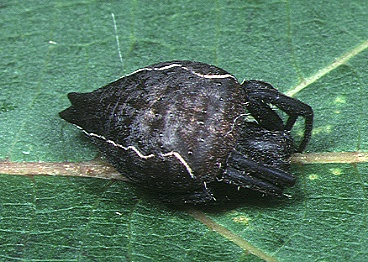
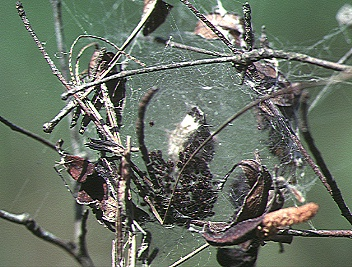